# Veeartsenijpad
De Veeartsenijpad is een pad in de Nederlandse stad Utrecht in de wijk Wittevrouwen, die loopt vanaf de Poortstraat tot aan de Veeartsenijstraat waar hij in overgaat. Zijstraat van de Veeartsenijpad is de Bladstraat.
Aan de Veeartsenijpad bevinden zich twee panden uit de periode dat hier nog de Faculteit der Diergeneeskunde van de Rijksuniversiteit was gevestigd.

## Trivia
In een van de panden aan het Veeartsenijpad zit nu een Belgisch restaurant Goesting.

## Fotogalerij

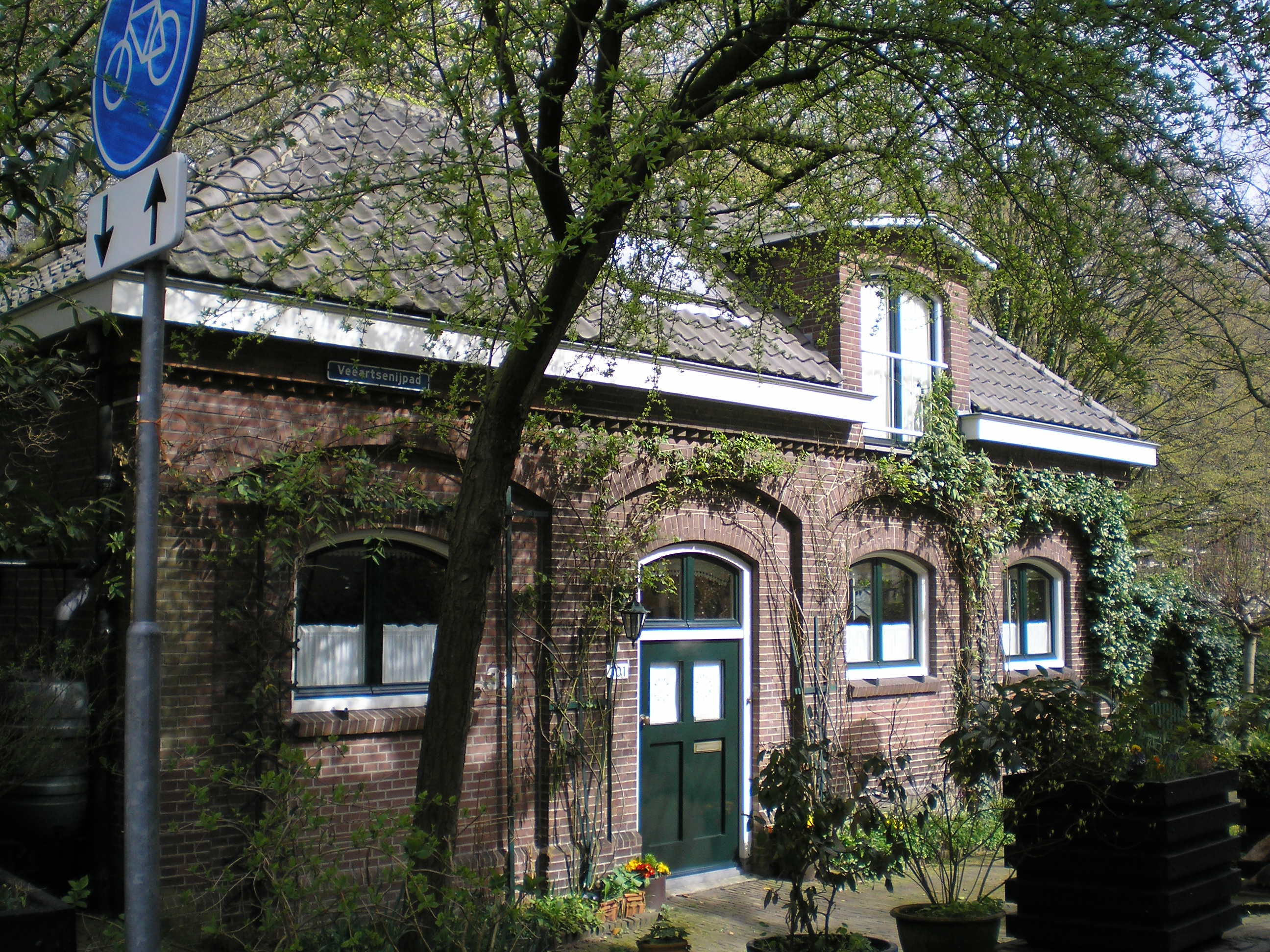
Veeartsenijpad 301 te Utrecht
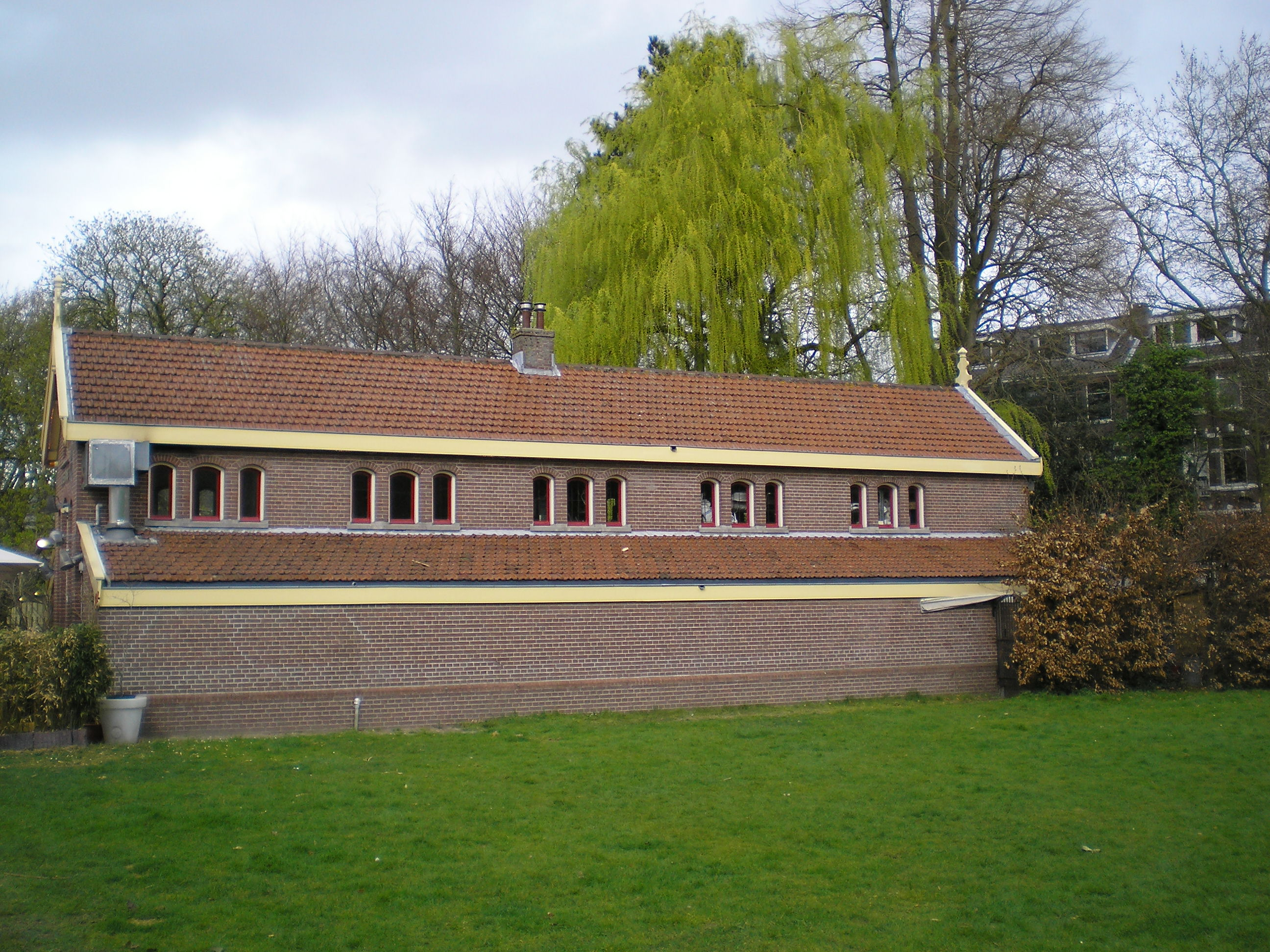
Voormalige uit 1900-1915 daterende hondenstal van de Rijks Veeartsenijschool, Veeartsenijpad 150 te Utrecht
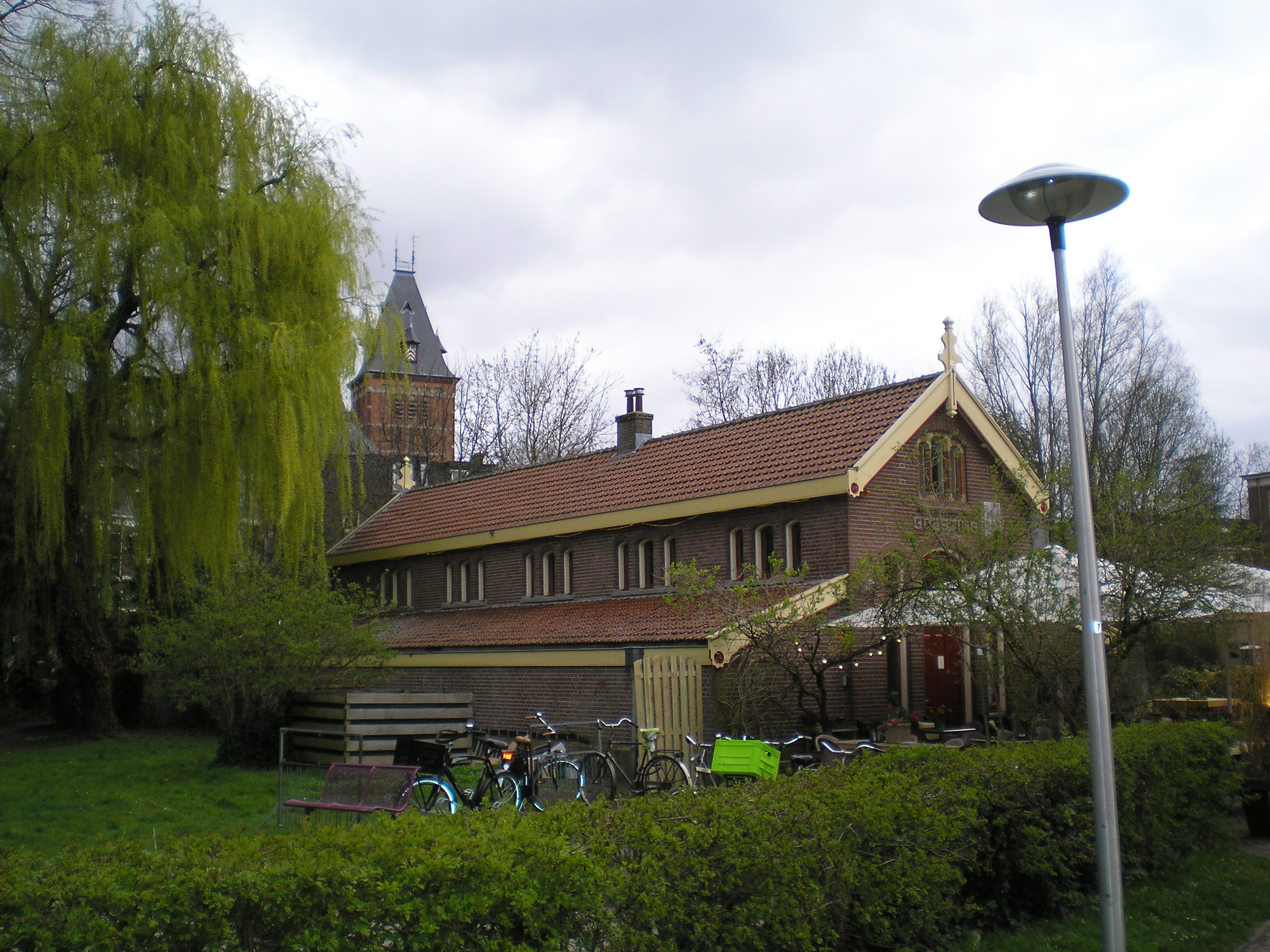
Veeartsenijpad 150 met huidige restaurant Goesting en op de achtergrond het voormalig Ooglijdersgasthuis aan de F.C. Dondersstraat
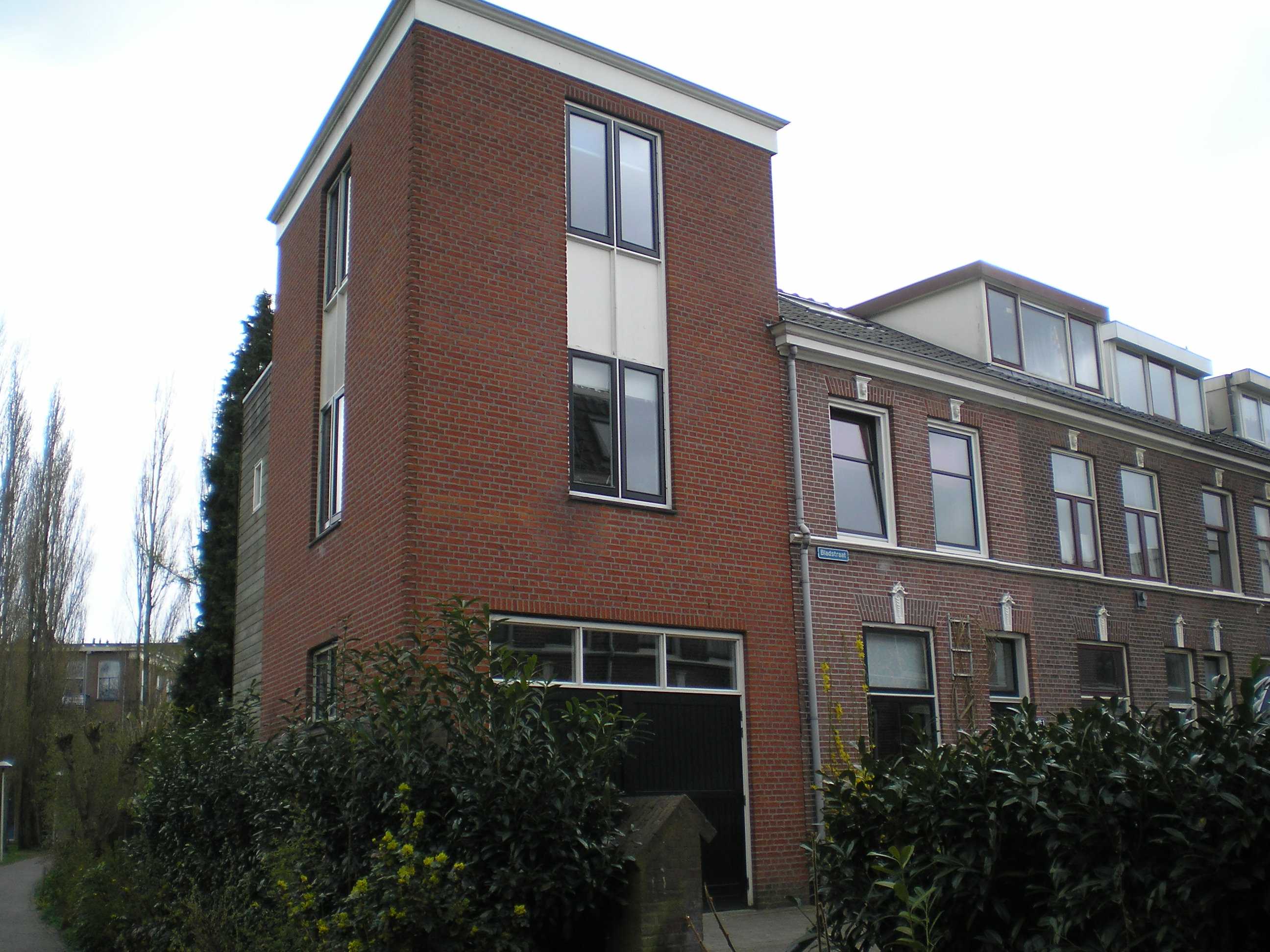
Veeartsenijpad hoek Bladstraat
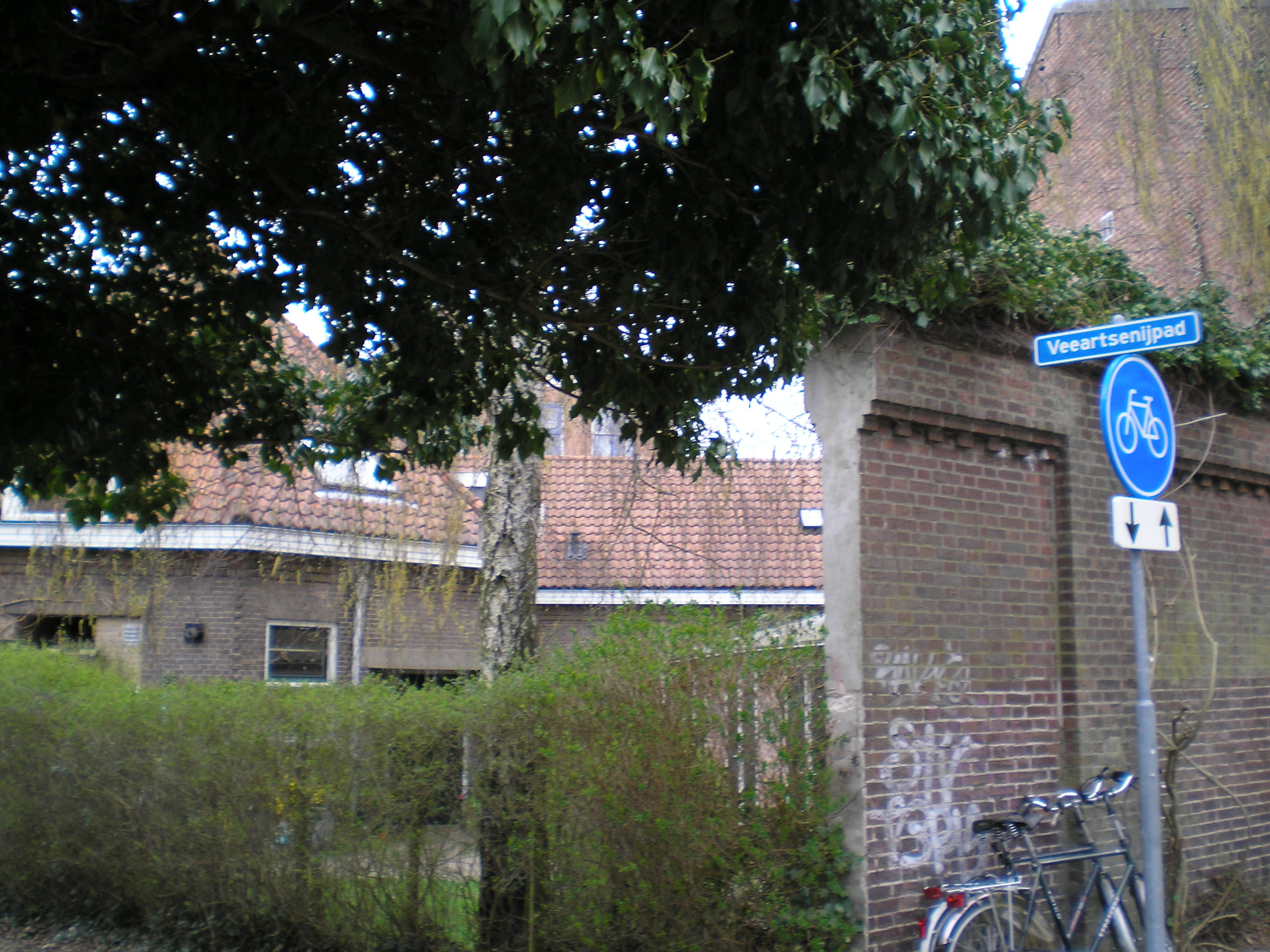
Veeartsenijpad hoek Bollenhofsestraat ter hoogte van nummer 176

Biltstraat ·
Blauwkapelseweg ·
Bollenhofsestraat ·
Hoefsmederijpad ·
Hoefsmederijstraat ·
Hoefijzerstraat ·
Kapelstraat ·
Kleinesingel ·
Poortstraat ·
Veeartsenijpad ·
Veeartsenijstraat ·
Wittevrouwensingel